# عالي (كاهن)
عالي وفقًا لسفر صموئيل الأول، هو الكاهن الأعظم لبني إسرائيل ورئيس كهنة شيلوه عندما جاءت حنة إلى شيلوه للصلاة من أجل ابنها، اتهمها عالي بالسكر في البداية،  ولكن عندما ثبتت براءتها، تمنى لها عالي الخير. ولدت حنة صموئيل والذي أصبح تلميذه.
فشل عالي في تربية أبنائه حفني وفينحاس، ووعده يهوه بمعاقبة عائلته،  مما أدى في النهاية إلى وفاة عالي وأبنائه. حيث أدت أفعالهما إلى لعنة إلهية على منزل عالي، ومات عالي وابنيه حفني وفينحاس وزوجة فينحاس كلهم في نفس اليوم، عندما هزم الفلستيون بني إسرائيل في معركة أفيق بالقرب من أبين عازر؛ وأدى خبر هذه الهزيمة إلى موت عالي، وضياع تابوت العهد، وأنجبت زوجة فينحاس ابنًا أسمته إيخابود، ثم توفيت.
كان عالي الكاهن الأعظم لشيلوه، القاضي الإسرائيلي الثاني،  قبل حكم ملوك إسرائيل ويهوذا.

## موت عالي

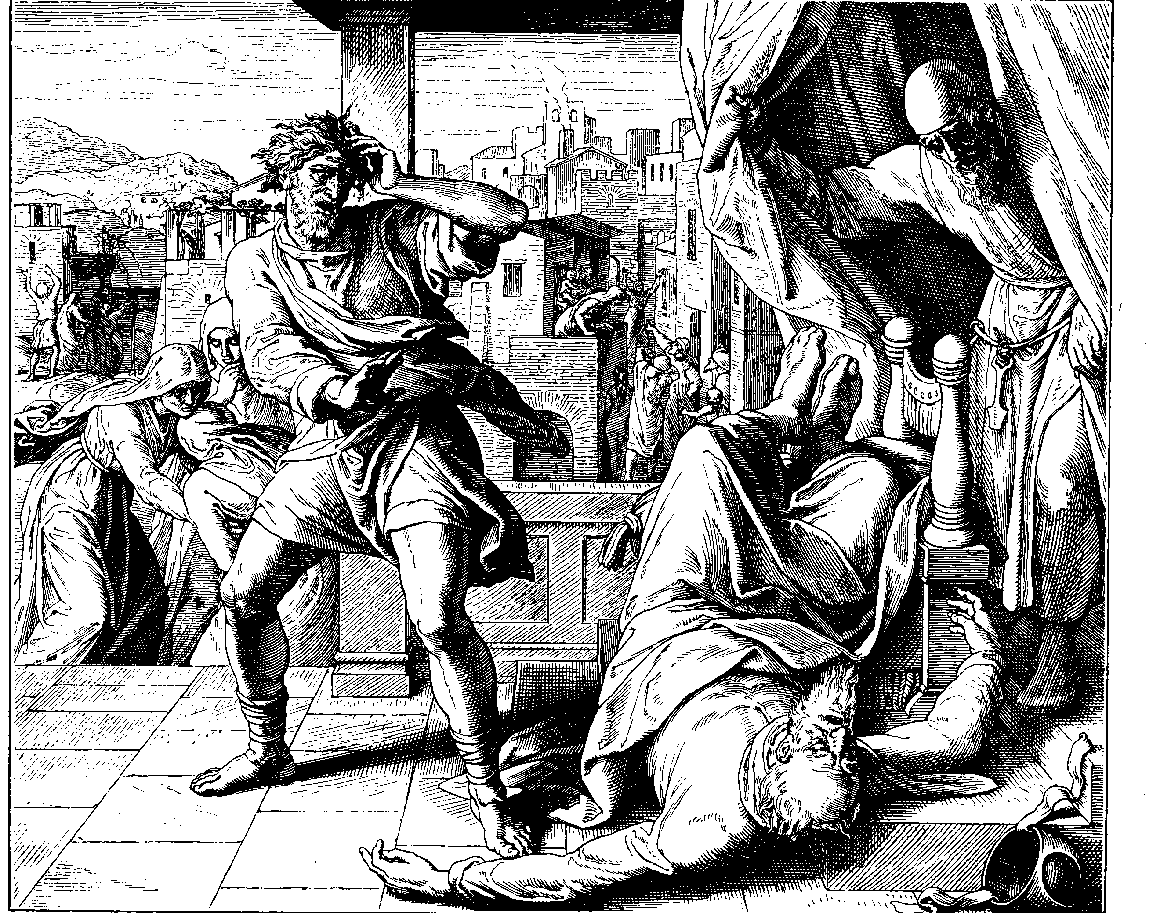
"موت عالي" بقلم يوليوس شنور فون كارلسفيلد، زوجة فينحاس وهي تلد على يسار الصورة.

قُتل نجلي الكاهن الأعظم عالي حفني وفينحاس في معركة أفيق، وهما اللذان كانا يحرسان تابوت العهد، واستولى الفلستيون على التابوت، ولما وصل عالي الخبر، وسقط من مقعده إلى الوراء، وكُسر عنقه، فمات على الفور لأنه كان عجوز وثقيل. بعد أن حكم بني إسرائيل أربعين سنة. بينما توفيت زوجة فينحاس أثناء الولادة وهي تسمع الأخبار، وولدت إيخابود، الذي يعني اسمه «أين المجد؟».